# Réseau multicouche
Un réseau multicouche (multilayer network) représente plusieurs réseaux évoluant et interagissant entre eux ou un réseau comprenant plusieurs types d'interaction entre les entités du réseau. 
L'analyse de systèmes complexes comme des réseaux multicouches permet de mieux appréhender la complexité et les interactions au sein du système. Cette approche est utilisée dans de nombreuses disciplines comme l'analyse des réseaux sociaux, l'économie, l'écologie, les neurosciences, la microbiologie, la climatologie.

## Terminologie
Depuis l’émergence de la science des réseaux au début des années 2000, on constate un manque de standardisation de la terminologie. Différents groupes de recherche, venant de domaines différents, utilisent aujourd'hui les termes réseau multiplex, multicouche, multiniveau, multidimensionnel, multirelationnel, interconnecté parfois pour désigner un même modèle, parfois pour décrire des concepts contradictoire,.

## Définition
En théorie des réseaux, un réseau est représenté par un graphe {\displaystyle G=(V,E)} où {\displaystyle V} est un ensemble de nœuds (ou sommets) et {\displaystyle E} un ensemble d’arrêtes (ou liens) entre deux nœuds, généralement représentés comme des paires de nœuds {\displaystyle u,v\in V}.
Un réseau multicouche à {\displaystyle N} dimensions (ou couches, niveaux) est représenté par une paire {\displaystyle M=(G,C)} où {\displaystyle G=\{G_{\alpha },\ \alpha \in \{1,...N\}\}} est un ensemble de graphes {\displaystyle G_{\alpha }=(V_{\alpha },E_{\alpha })} et {\displaystyle C=\{E_{\alpha \beta }\subseteq X_{\alpha }\times X_{\beta };\ \alpha ,\beta \in \{1,...,N\},\ \alpha \neq \beta \}}est un ensemble de liens entre les différents graphes {\displaystyle G_{\alpha }} et {\displaystyle G_{\beta }} où {\displaystyle \alpha \neq \beta } .

## Types de réseaux multicouches

### Réseau multiplex (Multiplex Network)
Un réseau multiplex est un réseau multicouche dont les nœuds sont identiques entre toutes les couches et les liens entre les couches ne peuvent connecter que les nœuds identiques. Dans certains cas, un réseau multiplex peut avoir des nœuds différents, il y a alors une relation un à un entre les nœuds des différentes couches. Les réseaux multiplex sont particulièrement utilisés en science sociale, notamment en analyse des réseaux sociaux.

### Autres types de réseaux multicouches
- Réseau multi-slice (multi-slice network)
- Réseau de réseaux (Network of networks)